# Longhaired Redneck
Longhaired Redneck è un album di David Allan Coe, uscito nel 1976.

## Descrizione
L'album rappresenta un punto di svolta per il cantautore americano. Nel pieno della fase outlaw country, molti artisti della corrente iniziano ad avere un discreto successo di pubblico, ad eccezione di Coe. Nei testi del disco emergono i rimpianti del cantante ma, soprattutto, i pregiudizi che ha dovuto subire il chitarrista. È considerato dalla critica, per questo motivo, uno dei suoi lavori migliori nonché una pietra miliare del genere.

## Tracce
1. "Longhaired Redneck" (Coe, Jimmy Rabbitt) – 3:24
2. "When She's Got Me (Where She Wants Me)" – 2:49
3. "Revenge" (Coe, Jimmy Sadd) – 2:33
4. "Texas Lullaby" (Coe, Ann McGowan) – 4:14
5. "Living on the Run" (Coe, Jimmy L. Howard) – 2:35
6. "Family Reunion" – 4:03
7. "Rock and Roll Holiday" – 2:11
8. "Free Born Rambling Man" – 2:16
9. "Spotlight" – 3:11
10. "Dakota the Dancing Bear, Part 2" (Coe, Larry Murray) – 4:00

## Formazione
- David Allan Coe - voce, chitarra
- Ron Bledsoe - produttore
- The Jordanaires - coro
- Tommy Allsup, Pete Drake, Reggie Young - chitarra
- Kenny Malone - batteria
- Charlie McCoy - armonica
- Hargus "Pig" Robbins - pianoforte
- Mike Leech - basso